# Stephanolaimus paraflevensis
Stephanolaimus paraflevensis är en rundmaskart. Stephanolaimus paraflevensis ingår i släktet Stephanolaimus, och familjen Leptolaimidae. Arten är reproducerande i Sverige.